# Damalis complecta
Damalis complecta är en tvåvingeart som först beskrevs av H. Oldroyd 1968.  Damalis complecta ingår i släktet Damalis och familjen rovflugor.
Artens utbredningsområde är Elfenbenskusten. Inga underarter finns listade i Catalogue of Life.